# Eugenia kemamensis
Syzygium kemamanense là một loài thực vật thuộc họ Myrtaceae. Đây là loài đặc hữu của Malaysia.